# Coenen & Schoenmakers

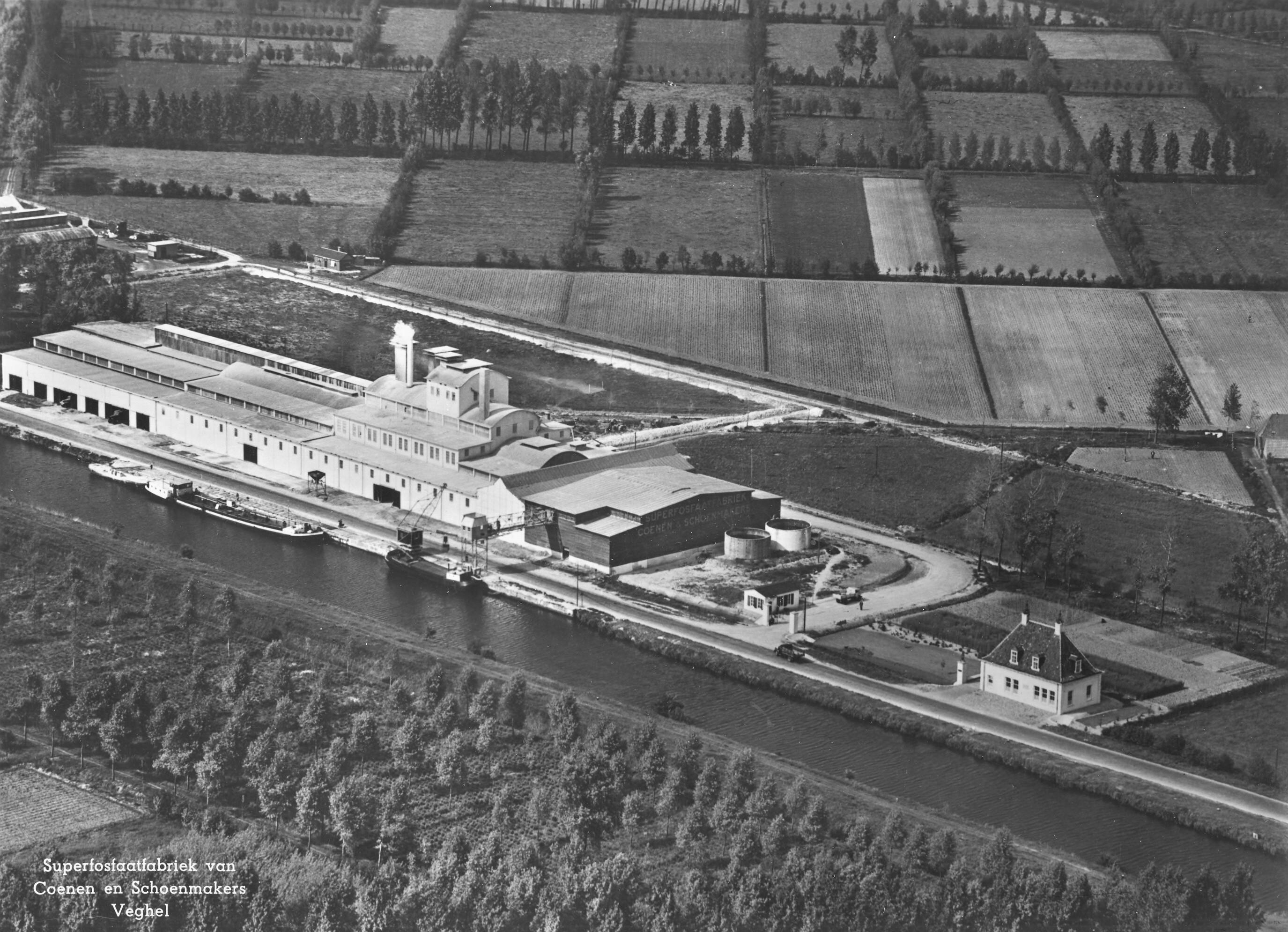
Superfosfaatfabriek en kantoorvilla van Coenen & Schoenmakers langs de Zuid-Willemsvaart in Veghel, omstreeks 1925

Coenen & Schoenmakers is een kunstmestfabriek te Uden en later te Veghel, die bestond van 1882 tot 1963. Het was de eerste kunstmestfabriek in Nederland.

## Geschiedenis
De geschiedenis van het bedrijf gaat terug tot 1875, toen Henricus Coenen uit Zeeland een meststoffenhandel begon. Omstreeks 1850 begon immers guano in zwang te komen. De firma importeerde, mengde en verkocht dit soort meststoffen. Uiteindelijk wilde hij ook superfosfaat produceren. Hiertoe richtte hij, samen met zijn compagnon Jacobus Schoenmakers, op 28 juli 1882, te Uden een kunstmestfabriek op. Schoenmakers kwam uit een familie van leerlooiers en zadelmakers. De heren kenden elkaar via zakelijke- en familierelaties.
De fabriek stond tegenover het Station Uden. De grondstoffen en producten konden dus gemakkelijk van en naar de haven van Veghel worden vervoerd. In 1892 werd hier een zwavelzuurfabriek bijgebouwd. Probleem was de stankoverlast. Daarom werd een nieuwe fabriek te Veghel gebouwd. Ook hier vreesde men gevaar en overlast hetgeen vertraging in de vergunningverlening met zich meebracht. Uiteindelijk werd in 1916 de Veghelse fabriek gebouwd, inclusief een kantoorvilla. Ook de Udense fabriek bleef echter nog functioneren, om pas in 1920 stilgelegd en gesloopt te worden. Ook de zwavelzuurproductie kwam hiermee tot een einde. De fabriek in Veghel groeide echter sterk. Het benodigde zwavelzuur werd per schip vanuit Zuid-Nederland en België aangevoerd.
Na een stillegging tijdens de Tweede Wereldoorlog vanwege gebrek aan grondstoffen werd de productie in 1946 hervat. Het hoogtepunt werd bereikt in de jaren 50 van de 20e eeuw. Per jaar werden 300 schepen en 6.000 vrachtwagens geladen en gelost. Daarna ging het bergafwaarts.
In 1963 werden de aandelen verkocht aan De Albatros, een Amsterdamse kunstmestfabrikant. Deze sloot de Veghelse fabriek. Tot 1967 werd de locatie door De Albatros nog als distributiecentrum gebruikt. Vervolgens werd het gebouw nog benut door de "Agrarische Unie De Vulcaan", ooit één der eerste klanten van Coenen & Schoenmakers. In 1972 stopte ook deze activiteit.

## Externe bron
- BHIC